# Rachael Zena Chebet
Pour les articles homonymes, voir Chebet.
Rachael Zena Chebet, née le 5 novembre 1996, est une coureuse de fond ougandaise. Elle a remporté la médaille d'argent aux championnats d'Afrique de course en montagne 2014 ainsi que sur l'épreuve du 10 000 mètres aux championnats d'Afrique d'athlétisme 2022.

## Biographie
Rachael Zena Chebet fait ses débuts en compétition sur piste et en cross-country. Elle prend notamment part aux championnats d'Afrique de cross-country 2012 en catégorie junior ainsi qu'aux championnats du monde d'athlétisme jeunesse 2013 sur l'épreuve du 1 500 mètres.
Elle remporte ses premiers succès en catégorie senior en 2014 à l'âge de 18 ans. En juillet, lors des championnats nationaux d'athlétisme, elle remporte le titre sur 5 000 mètres ainsi que l'argent sur 10 000 mètres. Le 8 novembre, elle prend part aux championnats d'Afrique de course en montagne courus dans le cadre de la course de montagne du Ranch Obudu. Elle réalise une solide course et termine quatrième de la course. Les deux athlètes éthiopiennes courant hors-championnats, elle remporte la médaille d'argent derrière sa compatriote Stella Chesang. Avec Patricia Chekwemboi sixième, le trio décroche la médaille d'or du classement par équipes.
Le 30 mars 2019, elle prend part aux championnats du monde de cross-country à Aarhus. Elle réalise une solide course aux côtés de sa compatriote Peruth Chemutai et termine au pied du podium. Elle remporte la médaille de bronze au classement par équipes.
Le 23 octobre 2021, elle domine le Bilbao Night Medio Marathon et s'impose en 1 h 11 min 23 s, battant de deux minutes le précédent record du parcours.
Le 11 juin 2022, elle prend part à l'épreuve du 10 000 mètres lors des championnats d'Afrique d'athlétisme à Saint-Pierre. Dans des conditions plutôt froides, elle effectue une solide course et remporte la médaille d'argent en 32 min 17 s 66 derrière la Kényane Caroline Nyaga. Elle est la seule athlète de la délégation ougandaise à décrocher une médaille,.

## Palmarès

### Piste
| Année | Compétition                         | Lieu         | Place | Épreuve  | Performance    |
| ----- | ----------------------------------- | ------------ | ----- | -------- | -------------- |
| 2014  | Championnats d'Ouganda d'athlétisme | Kampala      | 1re   | 5 000 m  | 16 min 19 s 68 |
| 2016  | Championnats d'Afrique d'athlétisme | Durban       | 7e    | 5 000 m  | 15 min 53 s 50 |
| 2019  | Championnats d'Ouganda d'athlétisme | Kampala      | 1re   | 5 000 m  | 15 min 49 s 03 |
| 2019  | Championnats d'Ouganda d'athlétisme | Kampala      | 1re   | 10 000 m | 32 min 42 s 36 |
| 2019  | Jeux africains                      | Rabat        | 7e    | 10 000 m | 32 min 48 s 03 |
| 2019  | Championnats du monde d'athlétisme  | Doha         | 18e   | 10 000 m | 32 min 41 s 93 |
| 2022  | Championnats d'Afrique d'athlétisme | Saint-Pierre | 2e    | 10 000 m | 32 min 17 s 66 |
| 2022  | Championnats d'Ouganda d'athlétisme | Kampala      | 1re   | 10 000 m | 32 min 45 s 55 |
| 2022  | Jeux du Commonwealth                | Birmingham   | 10e   | 10 000 m | 32 min 30 s 95 |

### Route/cross
| Année | Compétition                             | Lieu      | Place | Épreuve       | Performance     |
| ----- | --------------------------------------- | --------- | ----- | ------------- | --------------- |
| 2015  | Semi-marathon de Kampala                | Kampala   | 2e    | Semi-marathon | 1 h 17 min 57 s |
| 2016  | Semi-marathon de Suzhou                 | Suzhou    | 3e    | Semi-marathon | 1 h 15 min 12 s |
| 2017  | Championnats du monde de cross-country  | Kampala   | 17e   | Cross country | 33 min 58 s     |
| 2018  | Bangsaen21 Half Marathon                | Bang Saen | 2e    | Semi-marathon | 1 h 16 min 46 s |
| 2019  | Championnats du monde de cross-country  | Aarhus    | 4e    | Cross country | 36 min 47 s     |
| 2021  | Bilbao Night Medio Marathon             | Bilbao    | 1re   | Semi-marathon | 1 h 11 min 23 s |
| 2022  | Semi-marathon de Gand                   | Gand      | 3e    | Semi-marathon | 1 h 9 min 47 s  |
| 2023  | Semi-marathon de Rabat                  | Rabat     | 2e    | Semi-marathon | 1 h 8 min 46 s  |
| 2024  | Championnats d'Ouganda de cross-country | Tororo    | 1re   | Cross country | 32 min 52 s     |
| 2024  | Championnats du monde de cross-country  | Belgrade  | 13e   | Cross-country | 32 min 45 s     |

### Course en montagne
| no | féminin           | Course                                       | Longueur | Départ          | Temps         |
| -- | ----------------- | -------------------------------------------- | -------- | --------------- | ------------- |
| 4e | Médaille d'argent | Championnats d'Afrique de course en montagne | 8,6 km   | 8 novembre 2014 | 1 h 3 min 3 s |

## Records
| Épreuve       | Performance    | Date            | Lieu         |
| ------------- | -------------- | --------------- | ------------ |
| 1 500 mètres  | 4 min 34 s 27  | 10 juillet 2013 | Donetsk      |
| 3 000 mètres  | 9 min 38 s 06  | 27 avril 2013   | Kampala      |
| 5 000 mètres  | 15 min 49 s 03 | 26 juillet 2019 | Kampala      |
| 10 000 mètres | 32 min 17 s 66 | 11 juin 2022    | Saint-Pierre |
| 10 kilomètres | 32 min 0 s     | 12 janvier 2020 | Valence      |
| 15 kilomètres | 57 min 39 s    | 23 avril 2017   | Bursa        |
| Semi-marathon | 1 h 8 min 46 s | 30 avril 2023   | Rabat        |